# Ruth Epalza
Ruth Epalza Gorbeña (Bilbao, 27 agosto 1956) è un'ex cestista spagnola di origine basca.

## Carriera
Con la Spagna ha disputato i Campionati europei del 1976.